# Breathing in/breathing out
Breathing In, Breathing Out est une performance de Marina Abramović et Ulay. Elle a été jouée deux fois, à Belgrade en 1977 puis à Amsterdam en 1978. Pour cette performance, les deux artistes se bouchaient les narines avec des filtres à cigarettes et pressaient leurs bouches l'une contre l'autre, de sorte que l'un ne pouvait inspirer autre chose que l'expiration de l'autre. Alors que leurs poumons se remplissaient en dioxyde de carbone, ils ont commencé à transpirer, à bouger avec véhémence et à s'épuiser ; les spectateurs pouvaient ressentir leur agonie à travers le son de la respiration qui était amplifié via des microphones attachés à leur poitrine. Il leur a fallu 19 minutes lors de la première représentation et 15 minutes lors de la seconde pour consommer tout l'oxygène et s'évanouir.

## Voir également
- Rythme 0
- Seven Easy Pieces
- Avant-garde
- Théâtre expérimental